# Corneliu Revent
Corneliu-Dan Revent, menționat uneori Cornel Revent, (n. 23 decembrie 1937, Izvoru Alb, România – d. 12 aprilie 2000, Ploiești, România) a fost un actor român de teatru și film. A jucat peste 130 de roluri în spectacole de teatru, precum și roluri în peste 30 de filme de cinema și în numeroase spectacole de televiziune, și a condus Teatrul de Stat „Mihai Eminescu” din Botoșani în perioada 1963–1966 și apoi Teatrul de Stat din Ploiești în perioada 1974–1984.

## Biografie

### Studii
S-a născut la 23 decembrie 1937, în satul Izvorul Alb din comuna Buhalnița (județul Neamț), în familia unor învățători. Satul său natal se află la poalele muntelui Ceahlău, iar o mare parte a teritoriului său a fost inundată de apele lacului de acumulare al Hidrocentralei Bicaz. Familia sa era iubitoare de artă: bunica lui servise ca model pictorului Octav Băncilă, care o imortalizase într-un tablou, și cunoscuse mai mulți oameni de seamă, printre care se număra și actorul Petre Liciu, iar părinții lui organizau spectacole teatrale pentru locuitorii satului, precum Nunta țărănească și Cinel-cinel. Prima apariție pe scenă a lui Corneliu Revent a avut loc în cadrul acestor spectacole rurale.
A absolvit studiile primare în comuna natală și apoi studiile secundare la Liceul „Petru Rareș” din Piatra-Neamț în anul 1954. Era pasionat în acea vreme de științele exacte, dar a continuat în același timp să fie preocupat de teatru și să citească multe piese. A dat admitere la Facultatea de Teatru a Institutului de Artă Teatrală și Cinematografică „Ion Luca Caragiale” din București: a recitat în grai moldovenesc poeziile „Cetatea Neamțului” de George Coșbuc, „Plouă” de George Topîrceanu și un fragment din „Scrisoarea III” de Mihai Eminescu și a realizat, de asemenea, un exercițiu de pantomimă intitulat „Cu pluta pe Bistrița”, care a stârnit râsul membrilor comisiei. A urmat cursurile Institutului de Artă Teatrală și Cinematografică din București, la clasa de actorie a profesorului Alexandru Finți (asistent George Rafael), în timp ce grupa cealaltă era la clasa paralelă a profesorului Radu Beligan (înlocuit ulterior de Ion Șahighian). Alte clase de actorie erau îndrumate de profesorii Nicolae Bălțățeanu, Marietta Sadova, A. Pop-Marțian, Ion Finteșteanu, Beate Fredanov, Dina Cocea și Irina Răchițeanu.
A fost coleg de an, printre alții, cu Margareta Pogonat, Adela Mărculescu, Smaranda Manoliu, Cornelia Postolache, Ion Dichiseanu, Sergiu Tudose, Romel Stănciugel și Stelian Preda (la clasa Finți) și cu Ana Vlădescu, Constantin Băltărețu și Nicolae Modval (la clasa Șahighian). Vorbirea sa în grai moldovenesc a fost corectată în anul I de studii cu ajutorul actriței Sandina Stan, care era profesoară de dicție. Faptul că citise multe piese în liceu i-a servit în perioada studiilor la cursul de Istoria teatrului. Profesorul Finți – pe care Corneliu Revent îl considera „unul dintre cei mai mari pedagogi pe care i-a avut școala de teatru românească”, un „om de o etică profesională fără cusur, care ne pretindea și nouă corectitudine absolută începînd cu punctualitatea și respectul reciproc și terminînd cu seriozitatea în meserie” și „un adevărat părinte [care] încuraja inițiativa studentului, căruia îi lăsa libertatea de opțiune” – l-a distribuit pe scena Institutului în rolurile Cebutkin din Trei surori de A.P. Cehov, Lope din Castiliana de Lope de Vega, Argan din Bolnavul închipuit de Molière, Vulpoi din Răzvan și Vidra de Bogdan Petriceicu Hasdeu, Ipingescu din O noapte furtunoasă de I. L. Caragiale și Leonida din Conu Leonida față cu reacțiunea de I.L. Caragiale. Revent a absolvit cursurile Institutului în anul 1959 ca șef de promoție și a promovat examenul de stat cu nota 10. Încă din perioada studiilor s-a făcut remarcat prin interpretarea câtorva roluri, printre care Sganarelle din Doctorul fără voie de Molière. „Mi-a plăcut actoria, simțeam o deosebită atracție spre ea și am îmbrățișat-o cu căldură”, mărturisea Corneliu Revent în februarie 1961, într-o discuție cu un ziarist, și își definea crezul artistic astfel: „Actorul e mesagerul unor idei. În felul în care el reușește să transmită aceste idei spectatorului constă măiestria actoricească.”.

### Actor și director la Botoșani

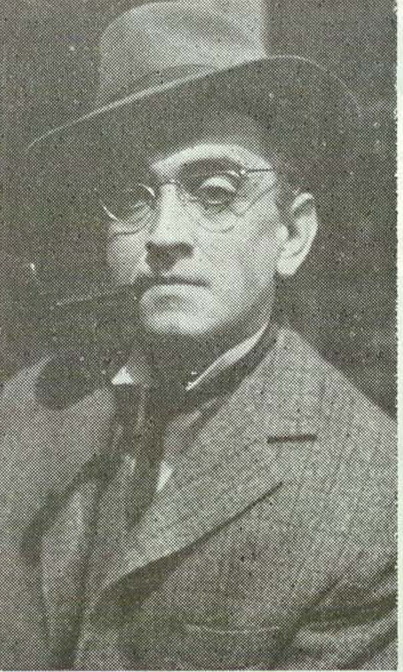
Corneliu Revent în rolul prof. Higgins din piesa Pygmalion de G. B. Shaw (1961)

Promoțiile de actori din anii anteriori fuseseră repartizate la Teatrul Național din Craiova, la Teatrul Municipal din Bacău și la Teatrul Tineretului din Piatra Neamț, de aceea clasa lui Corneliu Revent, care era „omogenă ca valoare, pregătire, concepție despre teatru și în același timp [...] și o echipă foarte unită”, a fost însuflețită de „un autentic romantism revoluționar” și a făcut un memoriu pentru a fi repartizată la teatrul nou-înființat din Botoșani. Prin urmare, după absolvirea studiilor, Revent a fost repartizat, la fel ca și colegii săi de an, la Teatrul de Stat „Mihai Eminescu” din Botoșani, unde a lucrat timp de 7 ani (1959–1966). Perioada pe care a petrecut-o la Botoșani nu a fost ușoară, dar spectacolele jucate acolo au atras atenția criticilor Ana Maria Popescu, Aurelia Căruțașu, Eugenia Dovides, Virgil Munteanu, Constantin Paraschivescu, Călin Căliman, Jean Cazaban și Valentin Silvestru și a altor personalități ca Victor Eftimiu, Emil Botta, Toma Caragiu, Val Mugur, Paul Everac, Theodor Mănescu, Paul Anghel, Constantin Piliuță, Octavian Cotescu ș.a.
Revent a jucat 4–5 roluri pe an la Botoșani și a interpretat în total 30 de roluri, printre care Leonida din Conu Leonida față cu reacțiunea și Ipingescu din O noapte furtunoasă (ambele de I.L. Caragiale, în regia prof. Al. Finți), care au constituit debutul său teatral, Ghiță Pristanda din O scrisoare pierdută de I.L. Caragiale și Grumio (slujitorul lui Petruchio) din Femeia îndărătnică de Shakespeare (ambele în regia lui Ion Șahighian), profesorul Henry Higgins din Pygmalion de G. B. Shaw, Joe din Celebrul 702 de Al. Mirodan, Spirache din Titanic-vals de Tudor Mușatescu (în regia lui Val Mugur), Cepek din Romeo, Julieta și întunericul de Jan Otčenášek (în regia lui Mihai Pascal), Ștefan Valeriu din Jocul de-a vacanța de Mihail Sebastian, Creangă din Eminescu de Mircea Ștefănescu, Tiberiu Cezar Sicoșan din Siciliana de Aurel Baranga, Doru din Ediție specială de Mariana Pîrvulescu și Leu din Ziariștii de Al. Mirodan etc., care au atras aprecierile spectatorilor. Criticul Virgil Munteanu a scris că interpretarea sa a rolului Pristanda din O scrisoare pierdută, împreună cu interpretările actorilor Sergiu Tudose (Cațavencu), Monica Postolache Roman (Zoe Trahanache) și Romeo Stănciugel (Tipătescu), „s-au detașat de ansamblu”. În unele situații, interpretarea lui Revent a fost considerată „o reușită artistică izolată, care n-a făcut corp comun cu restul și n-a izbutit să influențeze asupra valorii spectacolului”, cum a fost cazul rolului Cepek din Romeo, Julieta și întunericul de Jan Otčenášek, pe care actorul l-a „rotunjit cu măiestrie din gesturi și intonații foarte potrivite”.
S-a implicat uneori și în activitatea regizorală și a pus în scenă mai multe spectacole: Un iaz... și-o poveste cu haz de Natalia Gheorghiu, o comedie pe tema colectivizării agriculturii, cu care a făcut un turneu prin mai multe sate și care a fost difuzată la un post de radio, Cafeneaua de Carlo Goldoni, cu o scenografie creată de Emilia Jivanov, și Mătrăguna de Niccolò Machiavelli, cu o scenografie de Constantin Russu.

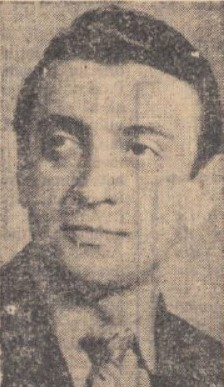
Candidat la alegerile regionale din 1961

În perioada petrecută la Botoșani, tânărul actor a fost crainic voluntar la stația locală de radioficare și a transmis abonaților stației știri cu privire la „realizările oamenilor muncii” din diferite domenii, precum și alte materiale. Colegii săi actori și angajații celorlalte instituții artistice din Botoșani (precum instrumentiștii Filarmonicii și mânuitori de păpuși de la Teatrul de păpuși „Cravata roșie”) l-au propus și desemnat în unanimitate la 11 ianuarie 1961 drept candidat al Frontului Democrației Populare (F.D.P.) în circumscripția electorală regională nr. 77 Botoșani la alegerile din 5 martie 1961 pentru funcția de deputat în Sfatul Popular al regiunii Suceava. Propunerea a fost făcută de Gh. Moroșanu, secretarul Comitetului orășenesc de partid Botoșani, și a fost susținută prin cuvântări de actorii Anton Dumitrescu și Ioan Plăieșeanu și Sergiu Tudose, precum și de Ilarie Curechian, directorul Teatrului de Stat din Botoșani, care au argumentat că tânărul Corneliu Revent este „un actor talentat și conștiincios”, care „participă cu dragoste la rezolvarea diferitor probleme obștești”.
Corneliu Revent a preluat apoi funcția de director al Teatrului de Stat „Mihai Eminescu” din Botoșani, pe care l-a condus în perioada 1963–1966. A reușit să-l convingă pe regizorul Ion Șahighian să pună acolo în scenă mai multe spectacole, iar actorii locali au luat astfel contact cu activitatea teatrală modernă (dezvoltată de Edward Gordon Craig, Vsevolod Meyerhold și Bertolt Brecht) și au învățat reguli noi de interpretare. Șahighian a avut ideea realizării unui spectacol cu piesa Apus de soare de Barbu Delavrancea în ruinele Cetății de Scaun a Sucevei, în prezența a 10.000 de spectatori, și directorul a făcut eforturi pentru obținerea fondurilor necesare, dar devizul a fost considerat prea mare, așa că spectacolul a fost montat în cele din urmă în sala teatrului botoșănean, cu Revent în rolul doctorului Șmil. Un spectacol colaj de numai 10 minute, în care Corneliu Revent l-a interpretat pe Ștefan cel Mare, a avut loc totuși în ruinele Cetății de Scaun a Sucevei în primăvara anului 1965, cu ocazia primei vizite în nordul țării a lui Nicolae Ceaușescu, noul secretar general al Partidului Comunist Român. Drumul spre cetate era străjuit de sute de călăreți îmbrăcați în straie populare, iar spectacolul a fost vizionat de câteva mii de oameni, ceea ce l-a făcut pe actor să trăiască „un moment măreț, poate cel mai zguduitor din carieră” atunci când a rostit celebrul monolog al lui Ștefan cel Mare în ruinele fostei reședințe voievodale și a simțit „cum ecoul lui face o uriașă punte peste timp”. Teatrul de Stat „Mihai Eminescu” din Botoșani a dobândit în acea perioadă „o existență solidă” și a atras un public fidel. Cu toate acestea, majoritatea colegilor de facultate ai lui Revent au plecat pe rând la alte teatre, iar fluctuația actorilor i-a provocat directorului „un sentiment de zădărnicie”.

### Actor și director la Ploiești

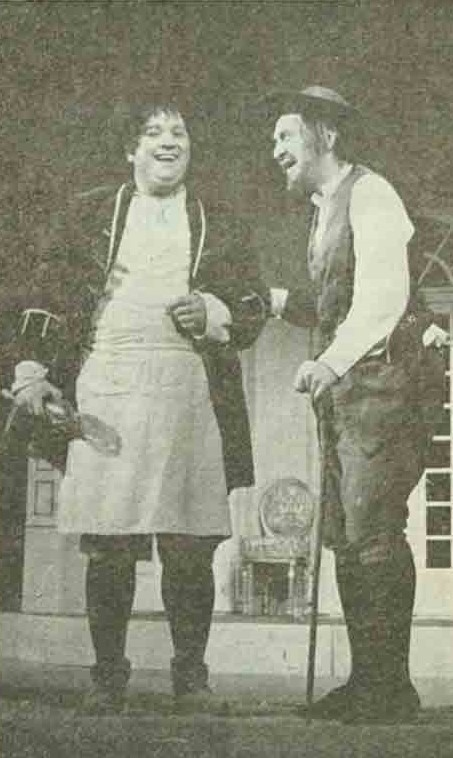
Mircea Aramă (Jupân Jacques) și Corneliu Revent (Harpagon) în Avarul de Molière (1973)

După o perioadă de șapte ani petrecută la Teatrul de Stat din Botoșani (din care trei ani ca director), Revent s-a transferat în septembrie 1966 ca actor la Teatrul de Stat din Ploiești. Actorul Toma Caragiu (director al teatrului în perioada 1953–1965) și regizorul Emil Mandric (director în perioada 1965–1968) l-au adus temporar pentru a juca rolul Lickcheese în spectacolul Cocioabele Londrei de G. B. Shaw, regizat de György Harag, iar Revent a decis să rămână definitiv la Ploiești, unde a îndeplinit timp de șapte ani funcția de secretar de partid al Teatrului. Revent a interpretat în anul următor rolul voievodului Mircea cel Bătrân într-un fragment dramatic intitulat Mircea la Tîrgoviște, care a fost scris de Victor Eftimiu la solicitarea Comitetului pentru cultură și artă al regiunii Ploiești cu prilejul vizitei conducătorilor Partidului Comunist Român și Republicii Socialiste România și a fost reprezentat la 12 mai 1967 pe scena Teatrului de Stat din Ploiești, în regia lui Harry Eliad.
A lucrat ca actor la Ploiești până la moartea sa și a interpretat peste 100 de roluri, printre care mitropolitul Grigore Roșca din Petru Rareș de Horia Lovinescu (r. Emil Mandric, 1967), Lickcheese din Cocioabele Londrei (Casele domnului Sartorius) de G. B. Shaw (r. György Harag, 1967), Ipingescu din O noapte furtunoasă de I. L. Caragiale (r. Romulus Vulpescu, 24 mai 1968), părintele capelan din Croitorii cei mari din Valahia de Al. T. Popescu (r. Yannis Veakis, 1969), Hieronymo din Tragedia spaniolă de Thomas Kyd (r. Zoe Anghel-Stanca, 1969), Don Marzio din Cafeneaua de Carlo Goldoni (r. Paolo Magelli, 1970), Mihail Kogălniceanu din Cuza-Vodă de Mircea Ștefănescu (r. Sică Alexandrescu, 1971), Harpagon din Avarul de Molière (r. Harry Eliad, 1973), consulul Bernick din Stâlpii societății de Henrik Ibsen (r. Emil Mandric, 1973), Lebedev din Ivanov de Anton Cehov (r. Yannis Veakis, 1975), Silviu din Timpul în doi de Dumitru Radu Popescu (r. Alexandru Tatos, unde a jucat alături de Silvia Popovici și Eusebiu Ștefănescu, 1976), Macbeth din piesa omonimă de Shakespeare (r. Aureliu Manea, 31 martie 1976), Mihail Kogălniceanu din Hotărârea de Mircea Bradu (1977), Minică din A treia țeapă de Marin Sorescu (r. Letiția Popa, 1979), Gogu din Proștii sub clar de lună de Teodor Mazilu (1980), Cristescu din Interesul general de Aurel Baranga (r. Harry Eliad), Marcu din Acești îngeri triști de D.R Popescu (1983), Crăcănel din D-ale carnavalului de I.L. Caragiale (r. Dragoș Galgoțiu, 1984), Mircea Busuioc din Dulcile-amare bucurii de Dina Cocea (r. Liudmila Szekely Anton, 18 martie 1986), Dogberry (străjerul nătâng) din Mult zgomot pentru nimic de Shakespeare (1988), Leonida din Conu Leonida față cu reacțiunea de I.L. Caragiale (r. Dragoș Galgoțiu, 1988), profesorul Kulîghin din Trei surori de A.P. Cehov (r. Aureliu Manea, 11 decembrie 1988), Woyzeck din piesa omonimă de Georg Büchner (r. Aureliu Manea, 9 aprilie 1990), El din Cvartetul de Sławomir Mrożek (r. Adrian Lupu, 30 mai 1991) ș.a.
Interpretările sale au fost lăudate adesea în presa de specialitate: astfel, Magdalena Boiangiu afirma că Revent a conferit personajului Harpagon „o rapacitate feroce și jalnică în același timp, o suspiciune supradimensionată, care face posibil – neverosimilul” (Teatrul, nr. 4/1973, p. 63), Ileana Popovici scria că actorul a interpretat „casant, sec, din gesturi puține, fără explozii verbale, dominându-se perfect” rolul consulului Bernick, căruia i-a compus „un substrat de amenințare reținută ce se întoarce ca un bumerang asupra însăși existenței personajului” (Teatrul, nr. 6/1973, p. 78), Mira Iosif susținea că, în Macbeth, actorul „a cioplit un rege cu fixație golemică spre crimă [...], jucînd obsesia cu o energie sănătoasă, rostind versul ca un suport al acțiunii”, Miruna Runcan constata că „profesorul de liceu anost și laș” Kulîghin, simbol al „înțepenirii dogmatice”, „devine aici o forță în interpretarea, excelentă, a lui Corneliu Revent” (Teatrul, nr. 3/1989, p. 60), Alice Georgescu observa că interpretarea soldatului Woyzeck este „un desen sigur, inteligent și nuanțat ca întotdeauna, cu o notă prea personală însă în raport cu ansamblul” (Teatrul azi, nr. 3/1990, p. 22), iar Natalia Stancu consemna că Revent a realizat un portret dramatic excelent, „amestec subtil de omenie și degradare, de tragic și derizoriu” în piesa Azilul roșu al lui Gordan Mihić (Curierul național, nr. 1496/1996, p. 14). Uneori, cronicile au fost mai puțin elogioase: astfel, Nicolae Carandino scria că „Nae Ipingescu al lui Corneliu Revent n-a depășit nivelul corectitudinii” (Gazeta literară, nr. 32 (823)/1967, p. 6).

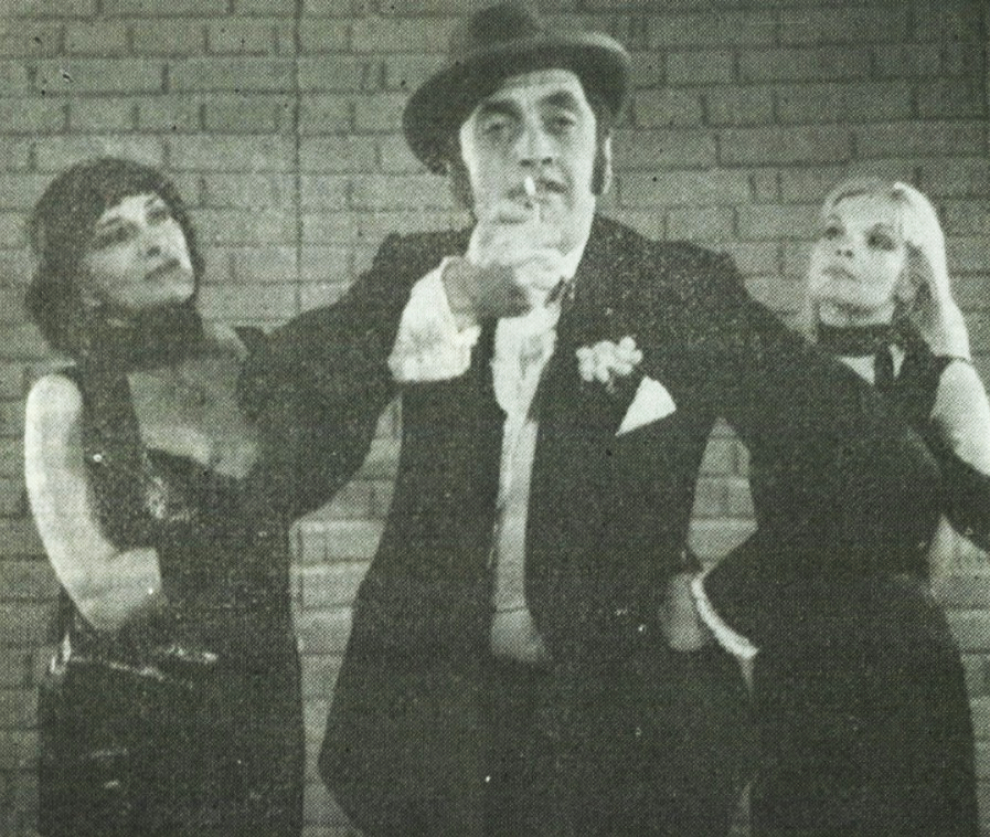
Corneliu Revent în rolul Gogu din piesa Proștii sub clar de lună de Teodor Mazilu (aici între Eugenia Laza și Silvia Năstase, 1980)

Actorul Corneliu Revent a îndeplinit funcția de director al Teatrului de Stat din Ploiești pe parcursul a zece ani (1974–1984), preluând conducerea instituției de la artistul poporului Marcel Anghelescu (director în perioada 1971–1973). Prima premieră a teatrului, pe care a girat-o în calitate de director, a fost Snoave cu măști de Ion Lucian și Virgil Puicea, care prezenta unele peripeții ale lui Păcală și a fost pusă în scenă de Ion Cojar, cu o scenografie creată de Irina Borovschi. Rolurile au fost interpretate de Ion Lucian și de actori ploieșteni experimentați. Colectivul artistic al Teatrului din Ploiești a efectuat în anul 1977 un turneu cu această piesă în Japonia, fiind reprezentate cincizeci de spectacole în patruzeci de mari orașe din întreaga țară, inclusiv în capitala Tokyo, și fiind vizionată de peste 100.000 de spectatori. Snoave cu măști a fost prima piesă românească reprezentată în Japonia, iar spectacolele, care aveau replici traduse în limba japoneză, au provocat amuzamentul publicului (îndeosebi al copiilor). Un alt spectacol celebru al teatrului din acea perioadă a fost Macbeth de William Shakespeare, care a fost pus în scenă de Aureliu Manea și a fost inclus în topul celor mai importante spectacole teatrale românești din anii 1970. În calitate de director, Revent a avut o contribuție importantă la consolidarea trupei de actori, a invitat scenografi valoroși, a insistat ca tânărul Dragoș Galgoțiu să fie repartizat ca regizor la Teatrul de Stat din Ploiești și a reușit, de asemenea, să convingă câțiva regizori talentați (Alexa Visarion, Zoe Anghel Stanca, Ion Cojar, Ion Maximilian, Cristian Munteanu, Tudor Mărăscu, Alexandru Tatos, Mircea Cornișteanu, Mihai Lungeanu, Aureliu Manea, Gina Ionescu) să pună în scenă spectacole pe scena acestui teatru.
Perioada directoratului lui Revent a reprezentat o perioadă critică în istoria acestei instituții din cauza faptului că Teatrul a trebuit să-și desfășoare activitatea în condițiile alocării de la bugetul de stat a unei subvenții financiare foarte reduse. Teatrul s-a confruntat în această perioadă nu numai cu dificultăți financiare, ci și cu avariile provocate clădirii de Cutremurul din 4 martie 1977. Ca urmare a acestei situații, activitatea teatrului a fost mutată în următorii cinci ani la Casa de Cultură a Sindicatelor din Ploiești, timp în care clădirea instituției a fost renovată integral și modernizată prin încastrarea ei într-un bloc de locuințe și dotarea cu un foaier elegant și cu birouri mari. Noua clădire a fost inaugurată la 31 ianuarie 1982 cu comedia Jolly-Joker de Tudor Popescu. În ciuda dificultăților, cei zece ani în care Corneliu Revent a condus Teatrul de Stat din Ploiești au reprezentat în mod paradoxal cea mai prolifică perioadă din istoria acestui teatru prin numărul mare de premii obținute și l-au impus pe Revent ca un director serios și corect.

### Crezul artistic

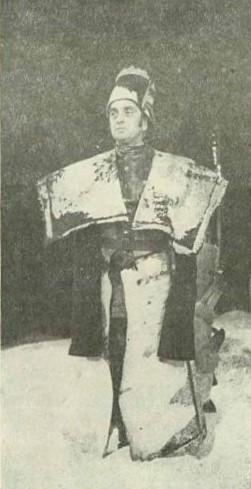
Corneliu Revent în rolul Macbeth din piesa omonimă a lui Shakespeare (1976)

Într-un interviu publicat în iunie 1985 în revista Teatrul, Revent afirma că „teatrul [...] trebuie să fie mereu aventura fascinantă în care și artiștii, și spectatorii, năzuiesc înfrățiți să-și deslușească și să-și amelioreze condiția umană, pentru ca să înflorească speranța” și susținea că „cele mai frumoase momente din cei 25 de ani de profesie au fost cele în care am simțit că se produce miracolul, în care constă de fapt teatrul... Atunci cînd nu mai e nevoie nici de aplauze, de nici o manifestare exterioară... Totul e în suflet, în sufletul nostru, în sufletul spectatorilor...”. El se considera un actor „proteic” și nu un actor „liric” (potrivit definiției lui Michael Redgrave), privind personajul ca pe o „ființă independentă” căreia încerca să-i surprindă trăsăturile esențiale, și recunoștea cu sinceritate cu acel prilej că unele roluri pe care le-a jucat au fost „eșecuri” deoarece „nu-i suficient să pui doar credință, experiență și trudă”, ci „trebuie atinsă starea de grație”. Într-un interviu publicat în iunie 1987 în ziarul Ecran prahovean, Revent făcea un bilanț al activității sale artistice: „Într-un fel, toate [rolurile pe care le-am interpretat – n.n.] au lăsat urme serioase. Nu se văd? Fără glumă: este o mare fericire, adesea scump plătită, să te încumeți a trăi într-o singură existență atâtea vieți omenești (...) Nu vi se pare formidabil numai gândul de a putea trece prin ce au trecut ei? Ei bine, eu am și trecut, încercând să comunic publicului esența vieții acestor personaje. În ce măsură am reușit, asta rămâne la latitudinea spectatorului” (Corneliu Revent, Ecran prahovean, anul XVIII, nr. 201/iunie 1987).
Criticul de teatru Irina Coroiu i-a făcut următorul portret: 
| “ | Înfățișarea înșelător banală a unui ins oarecare... Și totuși, chiar de la prima întîlnire, fie la rampă, fie pe stradă, ceva anume impresionează definitiv ochii – mari, rotunzi, avizi de cunoaștere, de comunicare, uimiți parcă în fața miracolului lumii... În jurul acestei priviri mereu neliniștite, mereu iscoditoare, putînd să exprime complicate tulburări de conștiință sau pur și simplu să se golească de expresie, actorul și-a clădit personaj de personaj, într-o bogată carieră înglobînd tipologii contrastante, de la malefice, terifiante, onctuoase întruchipări, la oameni obișnuiți, onești și cumsecade... Modest, excesiv de modest, arborînd o protocolară amabilitate, aparent retras, închis în sine, Corneliu Revent se dezvăluie treptat a fi o personalitate deschisă, volubilă, entuziastă... | ” |

Corneliu Revent a fost interesat în activitatea sa artistică mai degrabă de „procesul de devenire dramatică a psihologiei personajelor” și mai puțin de „configurația tipologică”, susținea criticul Vladimir Brânduș. A evitat să înfățișeze tipuri caracteristice de personaje și a căutat să descifreze evoluția și resorturile psihologice ale personajelor, care s-au concretizat în folosirea unei game bogate și variate de expresii vocale și în gesturi puține, dar expresive, și l-au făcut să fie considerat un artist realist și modern. Revent a abordat un repertoriu artistic variat, dar a dovedit, potrivit criticului Brânduș, „o gravitate și o forță binevenite pentru drama de mare amploare”. Unul din rolurile sale de prim rang ale carierei sale a fost regele Macbeth al Scoției din piesa omonimă a lui Shakespeare, căruia i-a imprimat „un soi de primitivism, dublat de prostie animalică, cu inflexiuni de grotesc (rîsul, mișcarea greoaie etc.)”, sugerând că personajul ar fi „o unealtă, o victimă a instinctelor primare”, și pe care l-a înfățișat în evoluție de la primitivismul instinctiv la viclenia lucidă care-l împinge să comită acte de o bestialitate dementă. Personajul este în viziunea sa „încarnarea unei idei mai mult decît de a unui individ”.

### Alte activități artistice
El a jucat, de asemenea, în peste 30 de filme de cinema, debutând în anul 1958 în rolul unui student în comedia cinematografică Alo?... Ați greșit numărul! și interpretând apoi roluri memorabile în filme ca Puterea și adevărul (1972), Capcana (1974), Un august în flăcări (serial TV, 1974), Ecaterina Teodoroiu (1978), Am o idee!... (1981), Liniștea din adîncuri (1982), Să mori rănit din dragoste de viață (1984), Ziua Z (1985), Pas în doi (1985), Furtună în Pacific (1986), Noiembrie, ultimul bal (1989) ș.a., precum și în numeroase spectacole de televiziune, care au fost puse în scenă de mari regizori precum Sică Alexandrescu, Emil Mandric, Alexa Visarion și Aureliu Manea.
Criticul de film Călin Căliman îl menționează de mai multe ori în lucrarea de referință Istoria filmului românesc (1897–2000) (2000), unde consemnează că Revent a realizat o schiță portretistică semnificativă în Puterea și adevărul (1972), îl include printre actorii care „își pun pecetea pe chipuri de contemporani care dau de gândit” în Proprietarii (1973), îl menționează printre actorii care se disting în Cine mă strigă (1980), îl consideră un actor de suflet al regizoarei Malvina Urșianu și îl descrie ca un actor „cu simțul autenticității” atunci când se referă la filmul Destinația Mahmudia (1981).

### Decesul
Corneliu Revent a decedat la 12 aprilie 2000. A fost distins post-mortem, prin Hotărârea Consiliului Municipal Ploiești nr. 107 din 19 mai 2000, cu titlul de Cetățean de onoare al municipiului Ploiești, „pentru conduita sa morală și profesională”.
Într-un articol omagial publicat cu prilejul decesului actorului, criticul teatral Mihai Apostol descria astfel personalitatea celui dispărut:
| “ | Corneliu Revent a adus cu sine la rampă un simț artistic veritabil și o reală vigoare de tălmăcire. Factura sa, mai mult obișnuită, nu lăsa să se întrezărească, la prima vedere, subtilitatea actorului, capacitatea sa pentru compoziție. Interpretările pe care le dădea rolurilor ce i se încredințau nu se asemănau pentru că actorul, pe calea sa spre masca sub care ni se înfățișa pornea din interior, din pătrunderea personajului, spre gestică, spre poziție, spre mișcare și nu invers, după șabloane preconcepute și clasificate. Freamătul cerebral și vâltoarea forului interior îl caracterizau pe actorul Corneliu Revent într-o simbioză rafinată dintre imperativele manierei de joc și exuberanța sentimentală. Deși același, actorul se transforma neîncetat și adesea devenea o problemă identificarea sa dacă nu surprindeai licărul specific, sibilinic și fascinant, care îi era propriu. [...] În conștiința spectatorului prahovean, și nu numai a lui, Corneliu Revent va rămâne mereu un idol, așezat întotdeauna alături de marii actori care au slujit teatrul ploieștean: Toma Caragiu, Nelly Constantinescu sau Margareta Pogonat. | ” |

## Activitatea teatrală (selecție)
- Aurel Baranga: Interesul general – Cristescu
- Aurel Baranga: Siciliana – Tiberiu Cezar Sicoșan
- Mircea Bradu: Hotărârea – Mihail Kogălniceanu
- Georg Büchner: Woyzeck – Woyzeck
- I.L. Caragiale: Conu Leonida față cu reacțiunea – Leonida
- I.L. Caragiale: D-ale carnavalului – Crăcănel
- I.L. Caragiale: O noapte furtunoasă – Ipingescu
- I.L. Caragiale: O scrisoare pierdută – Ghiță Pristanda
- Anton Cehov: Ivanov – Lebedev
- Anton Cehov: Trei surori – Cebutkin / profesorul Kulîghin
- Dina Cocea: Dulcile-amare bucurii – Mircea Busuioc
- Antonio Collalto: Trei gemeni venețieni – Zanetto
- Mircea Cornișteanu: Al matale, Caragiale
- Barbu Delavrancea: Apus de soare – doctorul Șmil
- Victor Eftimiu: Mircea la Tîrgoviște – Mircea cel Bătrân
- Carlo Goldoni: Cafeneaua – Don Marzio
- Maxim Gorki: Micii burghezi – Teterev
- Bogdan Petriceicu Hasdeu: Răzvan și Vidra – Vulpoi
- Henrik Ibsen: Stâlpii societății – consulul Bernick
- Thomas Kyd: Tragedia spaniolă – Hieronymo
- Lope de Vega: Castiliana – Lope
- Horia Lovinescu: Petru Rareș – mitropolitul Grigore Roșca
- Teodor Mazilu: Proștii sub clar de lună – Gogu
- Gordan Mihić: Azilul roșu
- Alexandru Mirodan: Celebrul 702 – Joe
- Alexandru Mirodan: Ziariștii – Leu
- Molière: Avarul – Harpagon
- Molière: Bolnavul închipuit – Argan
- Molière: Doctorul fără voie – Sganarelle
- Sławomir Mrożek: Cvartetul – El
- Tudor Mușatescu: Titanic-vals – Spirache
- Jan Otčenášek: Romeo, Julieta și întunericul – Cepek
- Mariana Pîrvulescu: Ediție specială – Doru
- Al. T. Popescu: Croitorii cei mari din Valahia – părintele capelan
- Dumitru Radu Popescu: Acești îngeri triști – Marcu
- Dumitru Radu Popescu: Timpul în doi – Silviu
- Mihail Sebastian: Jocul de-a vacanța – Ștefan Valeriu
- William Shakespeare: Femeia îndărătnică – Grumio
- William Shakespeare: Macbeth – Macbeth
- William Shakespeare: Mult zgomot pentru nimic – Dogberry
- G. B. Shaw: Cocioabele Londrei – Lickcheese
- G. B. Shaw: Pygmalion – profesorul Henry Higgins
- Marin Sorescu: A treia țeapă – Minică
- Mircea Ștefănescu: Cuza-Vodă – Mihail Kogălniceanu
- Mircea Ștefănescu: Eminescu – Ion Creangă

## Filmografie
- Alo?... Ați greșit numărul! (1958) – student la Conservator (nemenționat)
- Puterea și adevărul (1972) – activistul comunist care a fost numit director al uzinei metalurgice[33]
- Aventuri la Marea Neagră (1972) – turistul
- Conspirația (1973) – comisarul de siguranță Dăscălescu[38]
- Departe de Tipperary (1973) – comisarul de siguranță Dăscălescu[38]
- Proprietarii (1973)[34]
- Capcana (1974)
- Un comisar acuză (1974) – șeful de cabinet al prefectului de poliție Vișan Năvodeanu
- Un august în flăcări (serial TV, 1974)
- Orașul văzut de sus (1975) – Crăsnaru, directorul fabricii de cărămizi
- Tănase Scatiu (1976) – subprefectul județului
- Gloria nu cîntă (1976)
- Tufă de Veneția (1977) – șeful Serviciului Administrativ al IBPVM
- Rătăcire (1978) – actor român venit în turneu în Germania, interpretul soțului Emiliei
- Ecaterina Teodoroiu (1978) – poetul Octavian Goga
- Falansterul (1979) – funcționarul superior al Agiei[39]
- Cine mă strigă (1980) – bărbatul sibian care o duce pe Ina la mare[35]
- Am o idee!... (1981) – antrenorul Dumitru V[31]
- Destinația Mahmudia (1981) – dr. José[37]
- Liniștea din adîncuri (1982) – comisarul anchetator al Siguranței Statului[36]
- Înghițitorul de săbii (1982) – ofițer
- Năpasta (1982) – preotul satului[40]
- Vreau să știu de ce am aripi (1984) – Baltariu, vecinul soților Ionescu care este deranjat de lătraturile câinelui[41]
- Să mori rănit din dragoste de viață (1984) – Georgescu, inspector al Siguranței[32][37]
- O lumină la etajul zece (1984) – Tudor, directorul general al combinatului[36]
- Acordați circumstanțe atenuante? (1984) – judecătorul Atanasiu
- Ziua Z (1985)
- Pas în doi (1985) – Pricop, tatăl Monicăi[42]
- Promisiuni (1985) – Mălinescu, inspector de partid cu probleme comerciale
- Furtună în Pacific (1986) – bucătarul Zamfir
- Punct... și de la capăt (1987) – ing. Popa, șeful Biroului Personal de la uzina ARO
- Figuranții (1987) – tov. Colea, șeful serviciului de cadre al Conservatorului
- Cale liberă (1987) – Andronic, directorul adjunct al Întreprinderii Metroul București
- Noiembrie, ultimul bal (1989) – dr. Barboni, medicul german al prințului Cantacuzin și al generalului Argintar[43]
- Marea sfidare (1990) – Predescu, trezorierul Băncii Naționale a României
- Telefonul (1992) – administratorul motelului Paralela 45
- Începutul adevărului (1994) – funcționar superior al SSI
- Terente, regele bălților (1995) – prefectul liberal al județului Brăila
- Trenul vieții (1998) – Zacharie

## Distincții
- Ordinul Steaua Republicii Populare Române clasa a V-a (10 iulie 1965) „pentru merite deosebite în realizarea sarcinilor prevăzute în Directivele celui de al III-lea Congres al Partidului Muncitoresc Român”[44]

## Galerie

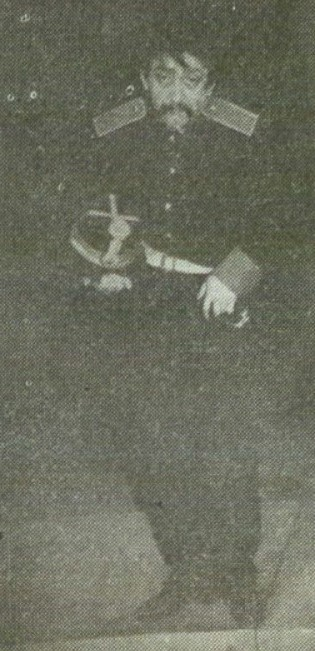
Ghiță Pristanda în O scrisoare pierdută de I.L. Caragiale (1961)
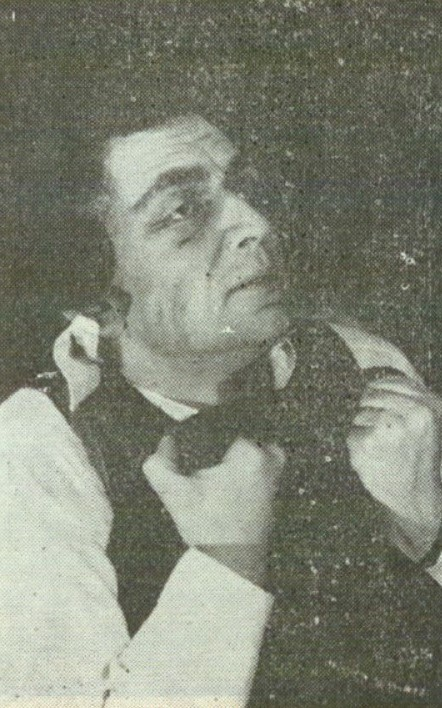
Teterev în Micii burghezi de Maxim Gorki (1962)
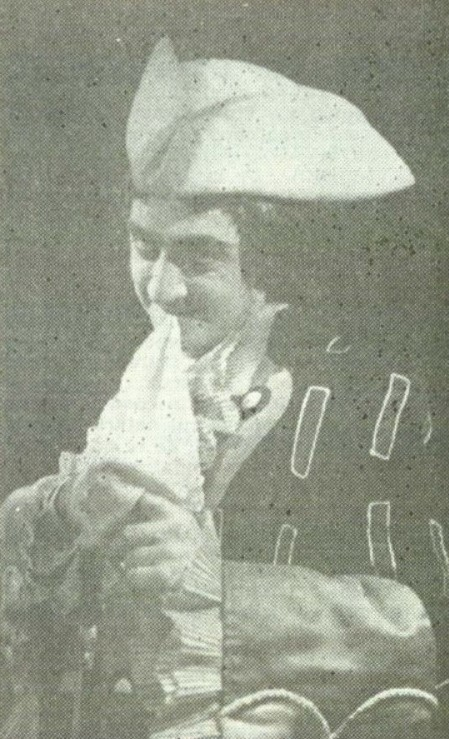
Zanetto în Trei gemeni veneţieni de Antonio Collalto (1963)
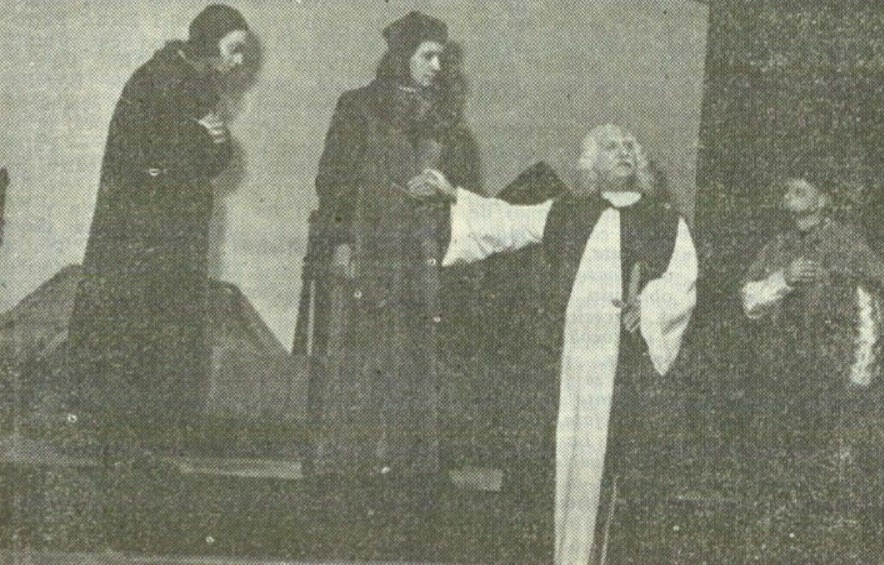
Doctorul Șmil în Apus de soare de Barbu Delavrancea (1963)
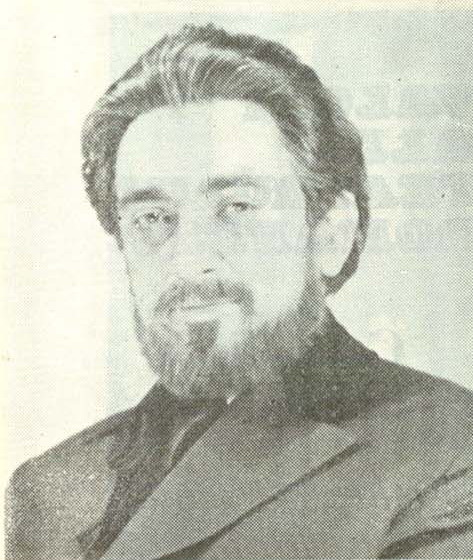
Scriitorul Ion Creangă în piesa Eminescu a lui Mircea Ştefănescu (1964)
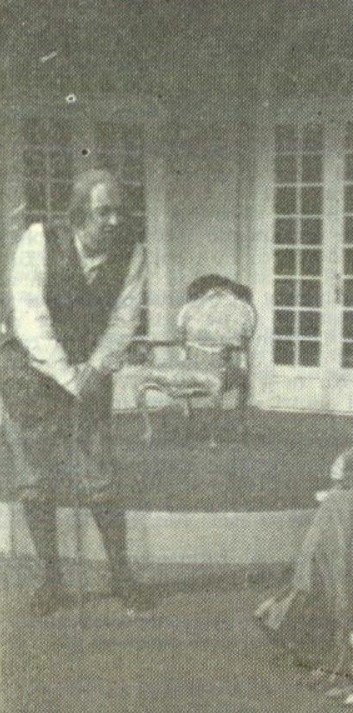
Harpagon în Avarul de Molière (1973)
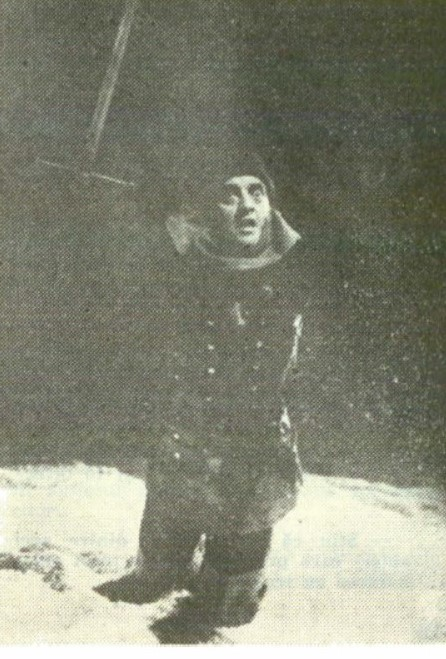
Regele Macbeth în Macbeth de William Shakespeare (1976)
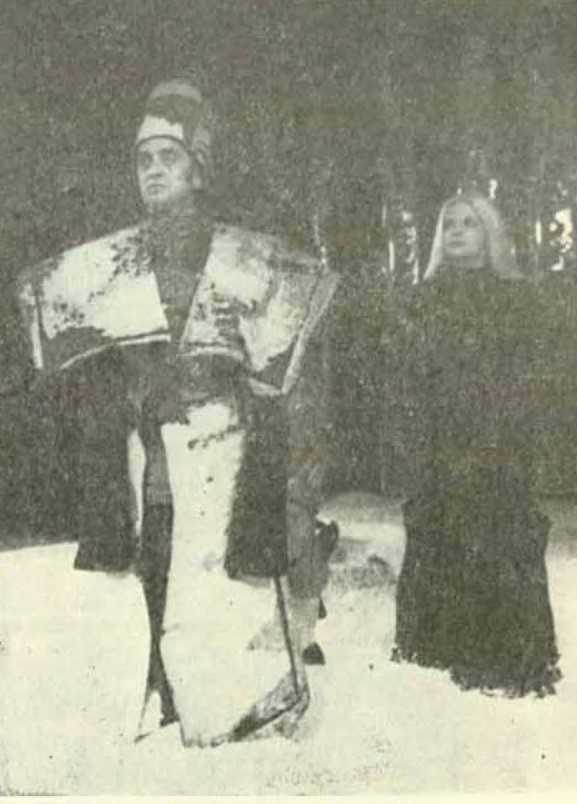
Corneliu Revent (Macbeth) și Silvia Năstase (Lady Macbeth) în Macbeth de William Shakespeare (1976)
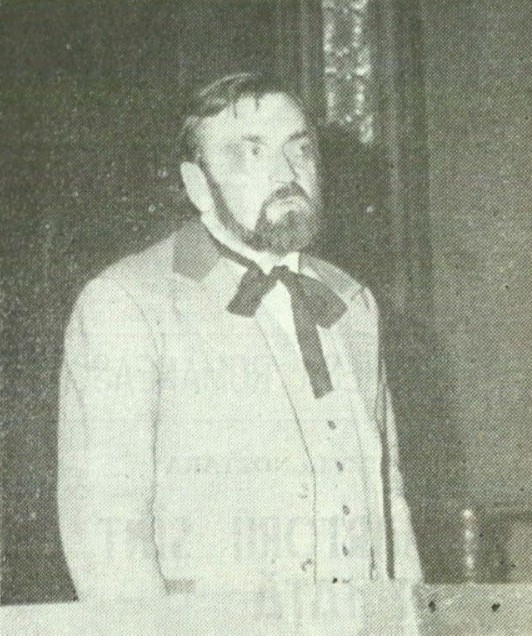
În spectacolul colaj Al matale, Caragiale de Mircea Cornișteanu (1983)
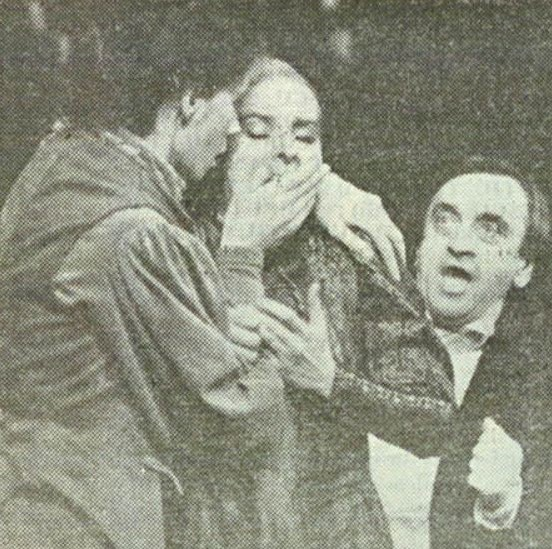
Raluca Zamfirescu (Olga), Marinela Pătru (Mașa) și Corneliu Revent (Kulîghin) în Trei surori de Cehov (1989)